# Truyền hình thực tế
Truyền hình thực tế là thể loại chương trình truyền hình chú trọng vào việc phô bày các tình huống xảy ra không theo kịch bản diễn xuất với nội dung mang chất liệu thực tế mà không hư cấu, các nhân vật trung tâm là những người bình thường thay vì diễn viên chuyên nghiệp nhằm để thu hút xúc cảm hoặc tiếng cười. Ngày nay, hai mảng chính của truyền hình thực tế là các cuộc thi có giải thưởng lớn và các chương trình/phim ghi hình tình huống hài hước theo dạng sêri. Theo định dạng thông dụng, khán giả có thể can thiệp vào việc đánh giá thí sinh (đối với cuộc thi) và nội dung (đối với chương trình/phim tình huống). Được ra đời vào năm 1948, truyền hình thực tế thực sự bùng nổ từ đầu thập niên 2000. Tuy nhiên, phim tài liệu và thời sự thường không được xếp vào loại truyền hình thực tế.
Truyền hình thực với tính chất chú trọng vào những tình huống thực tiễn nên có thể giúp trẻ em hiểu hơn về cuộc sống. Nhưng với tính chất hư cấu sẽ làm cho truyền hình thực tế khó xem với các bạn trẻ.